# O Condestabre de Portugal, Dom Nuno Álvares Pereira

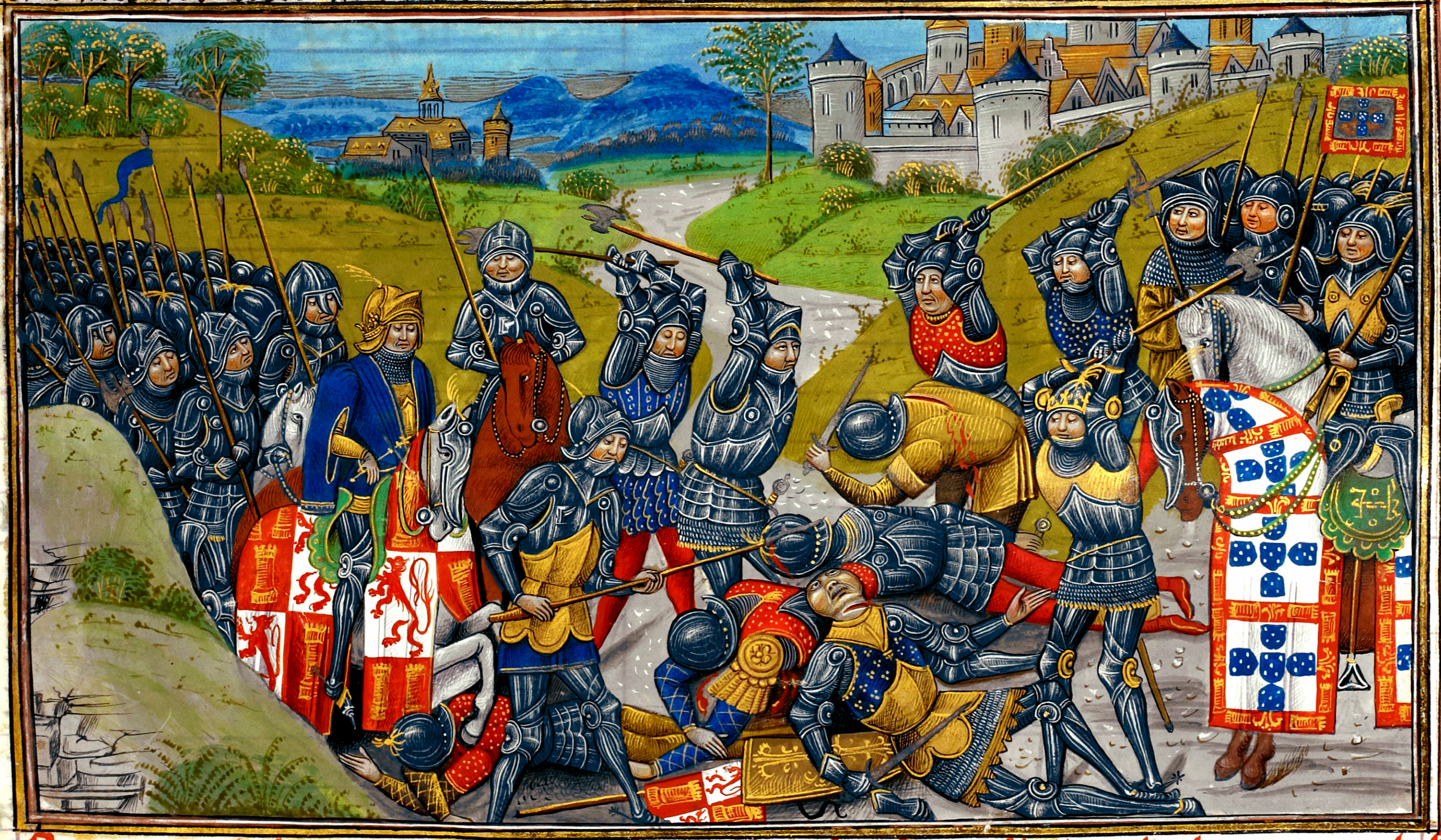
Bitwa pod Ajubarrotą. Miniatura Jeana de Wavrin

O Condestabre de Portugal, Dom Nuno Álvares Pereira (Konetabl Portugalii, Dom Nuno Álvares Pereira) – epos portugalskiego poety barokowego Francisca Rodriguesa Loba (ur. ok. 1580, zm. 1622).

## Charakterystyka ogólna

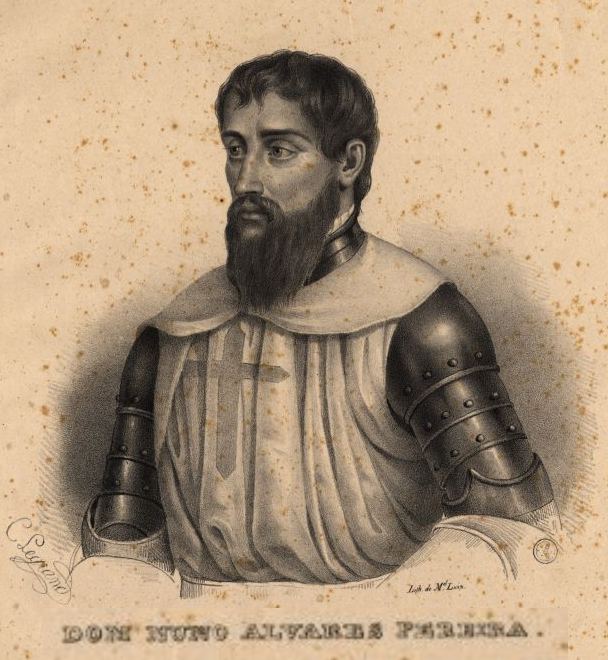
Nuno Álvares Pereira, rycerz i święty, bohater poematu Francisca Rodriguesa Loba

Utwór składa się z dwudziestu pieśni. Liczy około 480 stron druku. Został wydany w 1610 roku. Jego bohaterem jest Noniusz Álvares Pereira (1360–1431), rycerz i święty Kościoła katolickiego.

## Autor
Francisco Rodrigues Lobo był jednym z najważniejszych następców Camõesa. Pozostawał pod silnym wpływem hiszpańskiego poety Luisa de Góngora y Argote. Uznawany jest za pioniera baroku w Portugalii. Dał się poznać jako autor sielanek, więc epos bohaterski był w jego twórczości ewenementem.

## Forma
Konetabl Portugalii jest skomponowany oktawą, podobnie jak przeważająca większość renesansowych i barokowych poematów epickich powstałych we Włoszech, Hiszpanii i Portugalii. Oktawa, czyli po włosku ottava rima, a po portugalsku oitava rima, pojawiła się w epice w XIV wieku. Jako pierwszy stosował ją w swoich poematach Giovanni Boccaccio, szerzej znany jako prozaik, autor Dekamerona. W XV wieku oktawa stała się we Włoszech podstawową formą największych eposów, jak Morgante Luigiego Pulciego i Roland zakochany Mattea Marii Boiardo. Ogólnoeuropejską renomę zdobyła za sprawą dwóch poetów szesnastowiecznych, Ludovica Ariosta i Torquata Tassa. Wtedy zaczęła być stosowana na szeroką skalę przez poetów hiszpańskich, jak Alonso de Ercilla y Zúñiga (autor trzyczęściowej Araukany) oraz portugalskich, jak Luís Vaz de Camões, twórca Luzjad, narodowej epopei Portugalczyków.

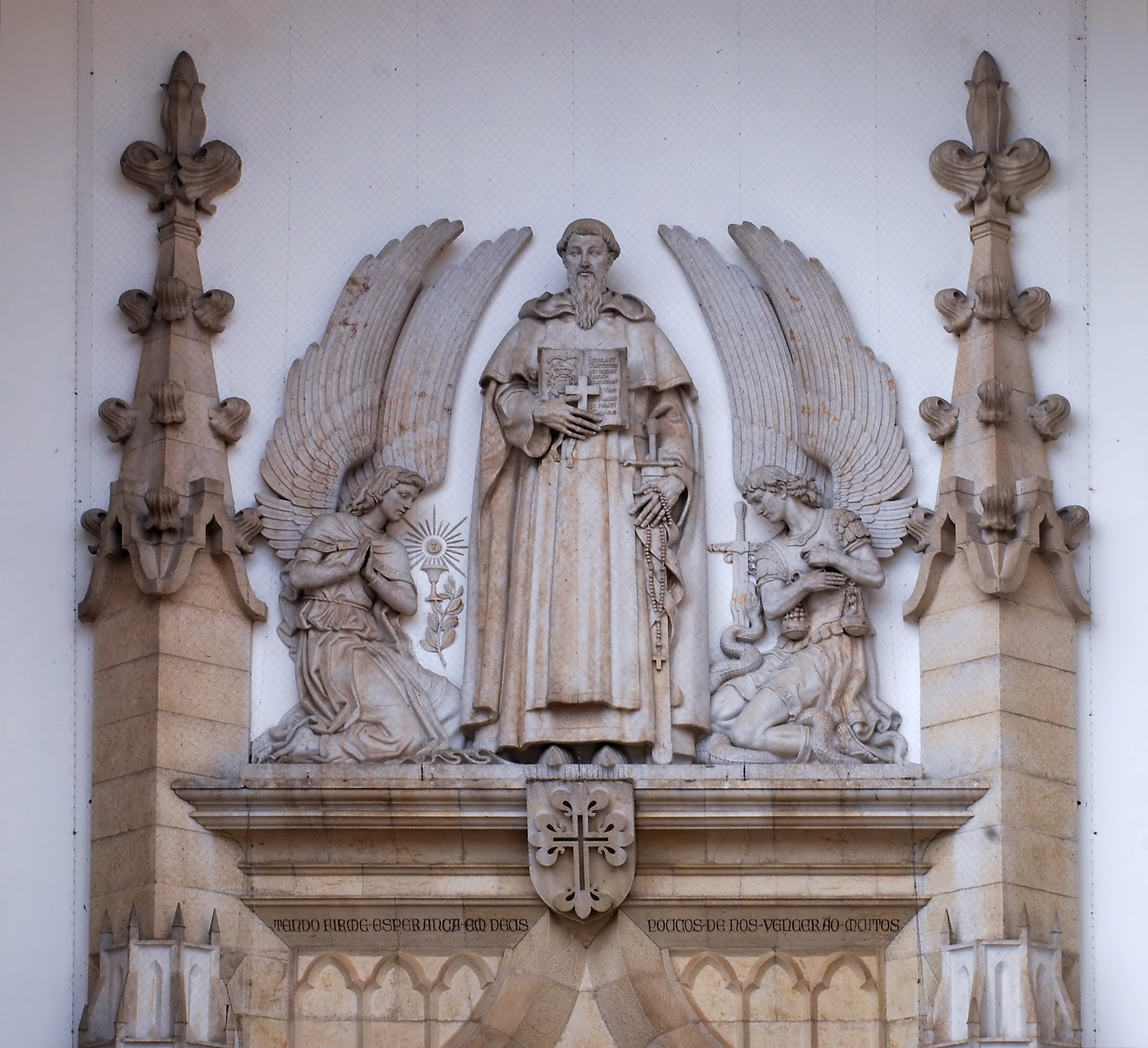
Pomnik Noniusza Álvaresa Pereiry w habicie karmelity

## Treść

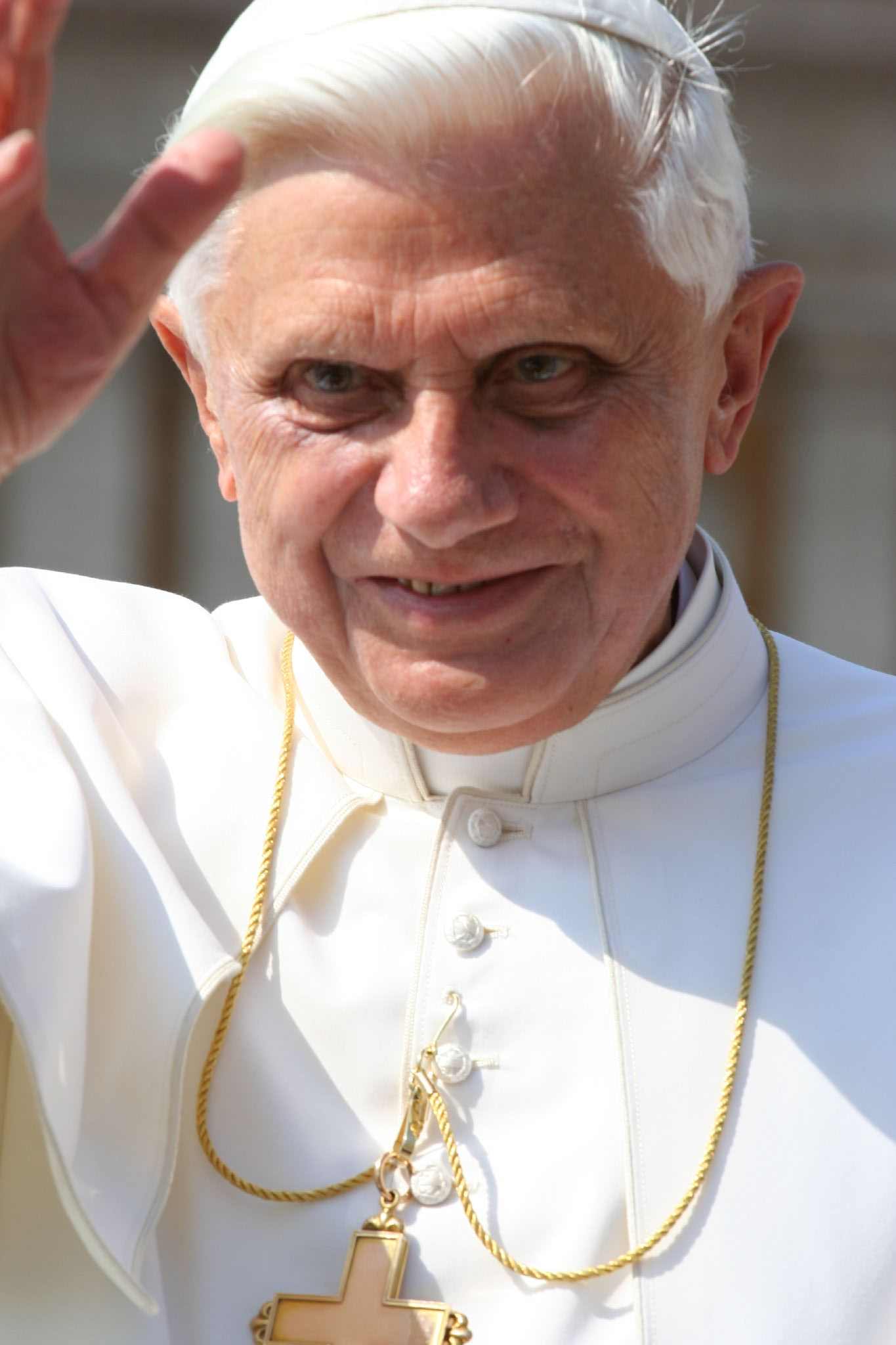
Kult Nuna Álvaresa Pereiry, którego wyrazem jest poemat Francisca Rodriguesa Loba, został usankcjonowany w 2009 przez papieża Benedykta XVI, który kanonizował portugalskiego zakonnika

Poemat jest dosyć drobiazgową biografią narodowego bohatera Portugalczyków, wielkiego wojownika, duchownego i świętego (jakkolwiek został on beatyfikowany w wieku XX, a kanonizowany w XXI, to jego kult sięgał wcześniejszych stuleci). Utwór stanowi pochwałę książęcego rodu Bragança, który wywodził się od Nuna Álvaresa Pereiry, a z którego pochodzili królowie Portugalii, sprawujący władzę w latach 1640–1910. Konetabl Portugalii charakteryzuje się kunsztowną i harmonijną wersyfikacją, klarownym stylem narracji i pięknym językiem, które rekompensują czytelnikowi nieco monotonną akcję. Pierwsza strofa poematu ma następujące brzmienie:
Canto as armas reaes, e o firme peito 
Do Varam Portuguez nunca vencido
Que quãto era na paz aos Ceos aceyta
Tanto na guerra foy forte e temido:
Cujo braço a seu Rey deyxou fujeito
O Reyno em vários bandos dividido
E fujeytara a toda a redondeza
Se lhe naõ dera o Ceo mais alta empreza.
Poemat Francisca Rodriguesa Loba, powstały w okresie rządów hiszpańskich Habsburgów w Portugalii, odczytywano jako utwór patriotyczny, pokazujący czytelnikom dawną świetność ojczyzny. To właśnie Nuno Álvares Pereira był wodzem, który poprowadził portugalskie hufce do zwycięstwa pod Aljubarrotą (14 sierpnia 1385).